# Overkill (Overkill)
Overkill è il primo EP registrato dalla band thrash metal Overkill. Esso fu pubblicato nel 1984 dalla Azra Records e dalla Metal Storm Records.

## Tracce
1. Rotten to the Core – 5:14
2. Fatal If Swallowed – 6:20
3. The Answer – 8:49
4. Overkill – 3:41

## Formazione
- Bobby "Blitz" Ellsworth – voce
- Bobby Gustafson – chitarra
- D.D. Verni – basso
- "Rat" Skates – batteria